# Ectropis bicolor
Ectropis bicolor là một loài bướm đêm trong họ Geometridae.